# B durum

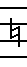
B durum

Das B durum (lateinisch für ‚hartes b‘) bezeichnet in der Musik des Mittelalters die höhere Variante des Tons b, die in dem auf g errichteten Hexachordum durum verwendet wurde, im Unterschied zum tieferen B molle des von f ausgehenden Hexachordum molle.
Das für das B durum benutzte Zeichen, das b quadratum (lateinisch für ‚quadratisches b‘), ist in der Quadratnotation von Neumen ein Auflösungszeichen, das im Fall einer ♭-Vorzeichnung die Erniedrigung eines Tones um einen Halbtonschritt aufhebt. Es wurde zunächst nur im Zusammenhang mit dem Ton b verwendet, später aber auch bei anderen Tönen benutzt. Es gilt für die gesamte Länge des gesungenen Wortes eines Gregorianischen Chorals und kann innerhalb dessen durch ein erneutes B molle wieder aufgehoben werden. 
In der modernen Notenschrift entspricht das b quadratum dem dort ebenfalls gebräuchlichen Auflösungszeichen ♮. Auch das Kreuz ♯ entwickelte sich aus dem b durum.
Aufgrund einer Besonderheit der grafischen Markierung des Tonbuchstabens b bzw. B in der Funktion eines b quadratum in der bis ins 18. Jahrhundert verwendeten deutschen Orgeltabulatur hat sich im deutschsprachigen Raum für den Ganztonschritt über dem A  das Tonsymbol h bzw. H etabliert, während der Tonbuchstabe B nur noch für den durch das b rotundum bezeichneten Halbtonschritt über dem A steht. Die gelegentlich vertretene Ansicht, das H hätte sich auf direktem Wege aus dem Notensymbol des b quadratum entwickelt, beruht auf einem Irrtum.